# Сафура Ализаде
Сафура Ализаде или Сафура (азер. Səfurə Əlizadə; Баку, 20. септембар 1992) азербејџанска је певачица. Представљала је Азербејџан, на Песми Евровизије 2010, с песмом Drip Drop. Освојила је 5 место, са 145 бодова.
Рођена је 20. септембра 1992, у граду Баку. Отац јој је професионални сликар, а мајка пијаниста и модни креатор. Учила је свирати виолину у музичкој школи у Бакуу, а касније саксофон и клавир.